# إلمر كارتر
إلمر كارتر (بالإنجليزية: Elmer Carter)‏ هو لاعب كرة قاعدة أمريكي، ولد في 12 أبريل 1911 في دالتون في الولايات المتحدة، وتوفي في 15 أبريل 2011 في رانتشو كوردوفا في الولايات المتحدة.